# ユーアー・マイン (エターナル)
「ユーアー・マイン (エターナル)」 (You're Mine (Eternal))は、マライア・キャリーの楽曲。14枚目のスタジオ・アルバム『ミー。アイ・アム・マライア』から3枚目の先行シングルとしてリリースされた。
ミュージック・ビデオはプエルトリコのエル・ユンケで撮影が行われた。
トレイ・ソングスをフィーチャリングしたリミックスも制作された。

## 収録曲
デジタル・ダウンロード
1. You're Mine (Eternal) - 3:44

デジタル・ダウンロード / アーバン・リミックス
1. You're Mine (Eternal) (featuring Trey Songz) - 4:15

## チャート成績
| チャート（2014年）               | 最高順位 |
| -------------------------------- | -------- |
| イギリス（全英シングルチャート） | 87       |
| アメリカ（Billboard Hot 100）    | 88       |